# Соза-Кардозу, Амадеу ди
Амадеу ди Соза-Кардозу (порт. Amadeo de Souza-Cardoso) — португальский художник, предшественник постмодернизма.

## Жизнь и творчество
Амадеу ди Соза-Кардозу в 1905 году получает архитектурное образование в лиссабонской Академии изящных искусств. Через год он уезжает во Францию, чтобы в Париже заниматься искусством (живописью). Художник учится в различных парижских академиях, и в течение короткого периода знакомится с известными живописцами начала XX столетия, в том числе с Амедео Модильяни, Хуаном Грисом, Пикассо, Константином Бранкузи, Александром Архипенко, семьёй Делоне. После встречи с немецким художником и скульптором Отто Фрейндлихом, Амадеу ди Соза-Кардозу начинает интересоваться и экспрессионистским искусством, в том числе творчеством художников из групп «Мост» и «Синий всадник», оказавших влияние на работы португальского мастера.
Выставки полотен Амадеу ди Соза-Кардозу в начале XX века проходили в Москве, Лондоне, Париже, Берлине, Гамбурге, Мюнхене и других городах Европы. В 1913 году художник принимает участие в выставке Эрмори шоу в Нью-Йорке. С началом Первой мировой войны де Соуза-Кардозо был вынужден уехать на родину, в Португалию. В Барселоне он знакомится с великим испанским архитектором Гауди и вступает в брак с его племянницей, Лусией Перетто.
В 1918 году Амадеу ди Соза-Кардозу скончался от «испанки».

## Галерея

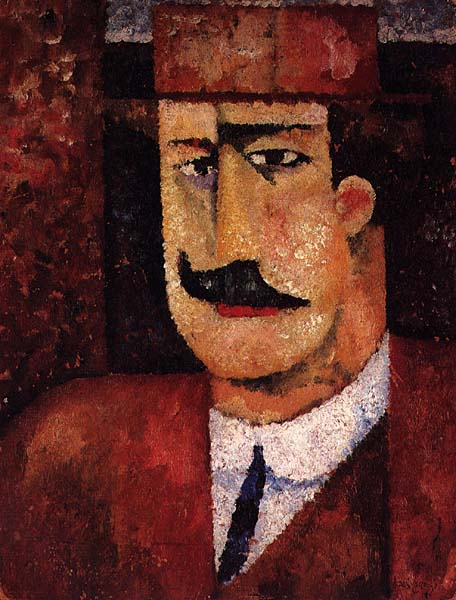
Портрет Франсиско Кардозо (1912)
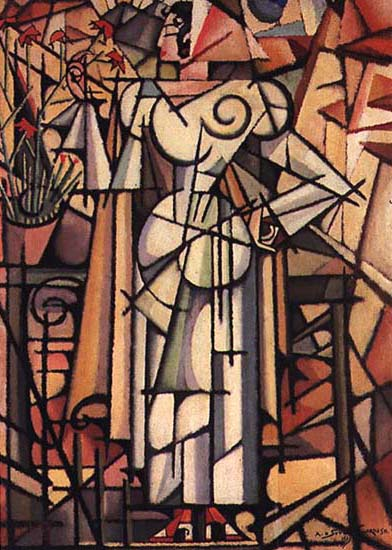
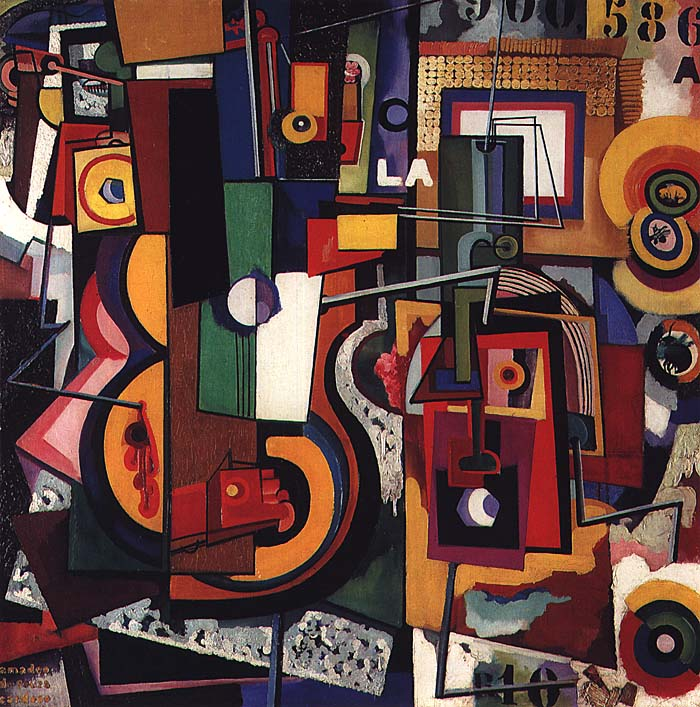
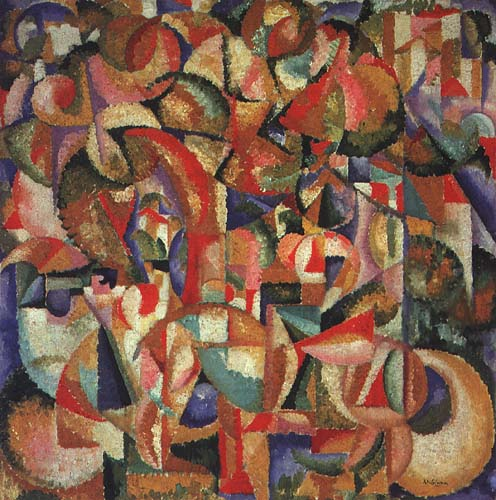